# Мерримен, Фредерик
Фредерик Харрис Мерримен (англ. Frederick Harris Merriman; 18 мая 1873, Чипинг-Кампден — 27 июня 1940, Глостер) — британский полицейский и перетягиватель каната, чемпион летних Олимпийских игр 1908.
На Играх 1908 в Лондоне Мерримен участвовал в турнире по перетягиванию каната, в котором его команда заняла первое место.